# Добро пожаловать в мир, Малышка
«Добро пожаловать в мир, Малышка» (англ. Welcome to the World, Baby Girl) — роман американской писательницы Фэнни Флэгг, впервые опубликованный издательством The Random House New York в 1998 году.

## Сюжет
Действие романа начинается в вымышленном городке Элмвуд-Спрингс в 1948 году (здесь разворачиваются сюжеты и других романов Фэнни Флегг таких, как «Рай где-то рядом» и «О чём весь город говорит»), в котором живёт девочка Дена Нордстрем, по прозвищу Малышка. В какой-то момент, девочке с мамой пришлось уехать из родного города, по неясным причинам.
Затем повествование переносит читателя на почти тридцать лет вперед, в 1976 год в Нью-Йорк. Дена делает прекрасную карьеру на американском телевидении, страдает алкоголизмом, частными нервными срывами и язвой желудка. Больше всего Дену мучает тайна, связанная с исчезновением её матери. Она начинает расследование собственной семейной истории, которая приводит её домой, в Элмвуд-Спрингс.

## Критика
Почти все критики и читатели романа невольно сравнивают его с предыдущим хитом писательницы "Жареные зеленые помидоры в кафе «Полустанок». «Достижения Флэгг здесь (в романе „Добро пожаловать в мир, Малышка“) заключаются в хорошо поставленной истории лояльности и выживания, которая ловко, зигзагами, за послевоенные годы выдвигает на первый план неизменную порядочность Элмвуд-Спрингс», пишет PublishersWeekly.
Роман написан без хронологической последовательности, ощущение интриги сохраняется на всем протяжении романа[что?].
В романе поднята тема зарождающегося упадка этики на телевидении, а также тема расовой дискриминации в США в 30-60-х годах XX века и реакции части населения на неё.
«Добро пожаловать в мир, Малышка!» считается одним из самых успешных романов Фэнни Флэгг[кем?].